# 渡洋史
渡 洋史（わたり ひろし、1963年〈昭和38年〉3月20日 - ）は、日本の俳優、声優。本名：渡辺 洋（）。新潟県出身。妻は声優の篠原恵美。アークエムプロモーション所属。

## 来歴
新潟県立新潟向陽高等学校卒業。
『キイハンター』の千葉真一にあこがれ、1981年3月にJAC（ジャパン・アクション・クラブ）入団（第11期生）。当初は本名の「渡辺 洋」を名乗り、端役やスーツアクター、スタントなどを経験していた。
1983年『宇宙刑事シャリバン』の主役・伊賀電に抜擢され、芸名を「渡 洋史」に改名。1986年には『時空戦士スピルバン』にて、ふたたび主役を務めた。
1988年にJACを退団し、舞台に活躍の場を移す。1990年『スターライト・エクスプレス』で新幹線ハシモト役、1992年『ミス・サイゴン』ではG1を演じた。また、声優としての活動も行っている。
2014年『宇宙刑事 NEXT GENERATION』に於いて、再び伊賀電役を演じる。2015年、ニコニコチャンネル『超次元電視いと、まほろば』にて自身のトーク番組をスタート。『シャリバン』で共演した降矢由美子とレギュラーを務める。

## 人物・エピソード
- 特技は、乗馬、アクロバット[6]。
- 座右の銘は「夢が人を創る」。
- 『宇宙刑事ギャバン』の終盤で伊賀電として登場しているが、同作にはギャバンのスーツアクターを務める一人として早い時期から関わっていた。例えばオープニングでギャバンがサイバリアンに乗っているシーン、ビームを撃つシーンを演じたのは渡である。
- 『シャリバン』でもスーツアクターが負傷した際に数回、自らスーツを着て演じたことがある。
- 『宇宙刑事シリーズ』の終了のしばらく後、交通事故で大怪我を負って3ヶ月入院し、撮影が決まっていた役を逃した。復帰後の仕事は『巨獣特捜ジャスピオン』のブーメラン役であったが、この時点では骨折箇所にまだボルトが入っていた[7]。渡によれば、ブーメランが劇中唐突に退場したのは、ボルトを抜くための再手術をするためだった[11]。翌年『時空戦士スピルバン』の主役として抜擢され、メタルヒーローシリーズにおいて唯一、2度主演した俳優となる。後年、渡は「シャリバン＝伊賀電とのキャラクター分けが難しかった」と語っている。また、スピルバンの姉・ヘレンを演じた森永奈緒美とはJACの同期であり、内心では共演に驚いていたそうである。メタルヒーローシリーズは『ギャバン』から『超人機メタルダー』まで6作続けて出演した。
- 『シャリバン』で共演した降矢由美子からは、本名の姓を縮めて「ナベちゃん」と呼ばれていた。
- 大迫純一の小説『ゾアハンター』の主人公・黒川丈のモデルでもある。
- 『時空警察ヴェッカーシグナ』ではシグナたちからパパと呼ばれ親しまれていた。また、同作で40代にしてアクションシーンを演じるにあたり「体が動かない」「筋肉痛」などと謙遜していたものの、共演者の和田三四郎によれば、実際には腕も足もかなり太く、パワーも十分だったとのことで[12]、監督の畑澤和也も、あれだけ軽やかに動く40代男性をほかに知らないと語っている[13]。
- 2015年8月28日放送のテレビドラマ『民王』では、主人公の志望する会社の面接官役を2代目シャリバン（日向快）役の三浦力と共に演じ、ドラマ終盤では「赤射」ポーズも披露している。

## 出演

### テレビドラマ
- 太陽戦隊サンバルカン（1981年 - 1982年、ANB） - バルシャーク[注釈 2][14]
- 柳生十兵衛あばれ旅 第14話「燃える女の館」（1983年、ANB） - 粂次
- メタルヒーローシリーズ（ANB）
  - 宇宙刑事ギャバン 第42話「烈よ急げ! 父よ」、第44話(最終話)「ドンホラーの首」（1983年） - 伊賀電 / 宇宙刑事シャリバン[注釈 3]
  - 宇宙刑事シャリバン（1983年 - 1984年） - 主演・伊賀電 / 宇宙刑事シャリバン[注釈 4]
  - 宇宙刑事シャイダー 第49話「三人の宇宙刑事 ギャバン・シャリバン・シャイダー大集合!」（1985年） - 伊賀電 / 宇宙刑事シャリバン
  - 巨獣特捜ジャスピオン（1985年） - ブーメラン
  - 時空戦士スピルバン（1986年 - 1987年） - 主演・城洋介 / スピルバン[注釈 4]
  - 超人機メタルダー 第25話「とびだせ! ジャック電撃応援団」、第26話「ぶっちぎり! 炎のジャック野郎」（1987年） - 哲也
- 暴れん坊将軍II 第76話「才蔵覚悟! 死者からの挑戦」（1984年、ANB） - 清次
- 武田信玄（1991年、TBS） - 三枝守友
- 大河ドラマ（NHK）
  - 太平記 第14回「秋霧」（1991年） - 大仏軍の使者
  - 功名が辻（2006年） - 大谷吉継、大野治長（二役）
- 外科病棟女医の事件ファイル（1991年、ANB）
  - 第2話「魔性の女の完全犯罪! 死体の罠」 - 刑事
  - 第9話「みちのく同窓会ツアー殺人! 襲われた不倫妻」 - 三宅刑事[注釈 5]
- 平成就職物語（1992年、TX） - 玉木
- 金曜エンタテイメント / 北斗星一号DXロイヤルの殺意（1995年、CX） [注釈 6]
- 木曜の怪談ファイナル タイムキーパーズ（1997年、CX） - テオ
- 木曜の怪談'97 爆裂分身娘（1997年、CX） - 刑事
- ウルトラマンダイナ 第27話「怪獣ゲーム」（1998年、MBS） - チェーン星人（レフト、ライト）
- ボイスラッガー 第7話「危うしスーパーヒーロー! 吠える大捜査線」（1999年、TX） - 飛田
- アイドル刑事スピリット（2001年、TBS） - 如月大地
- 交渉人（2003年、WOWOW） - 小出病院副院長
- 轟轟戦隊ボウケンジャー Task.19「眩き冒険者」、Task.20「新たなる巨人」、Task.40「西のアシュ」（2006年、EX） - 高丘漢人
- 下北サンデーズ 第5公演「下北キャンディキャンディ」（2006年、EX） - 山吹千里
- 白虎隊（2007年、EX） - 玉虫文十郎
- 警視庁捜査一課9係 Season2 第3話「殺人美容整形」（2007年、EX） - 鈴木義男
- 時空警察ヴェッカーシグナ（2007年、TOKYO MX） - 加藤洋輔 / 時空刑事エクスヴァーン
- 土曜ワイド劇場（EX）
  - おかしな刑事4 居眠り刑事とエリート女警視、父と娘の名推理!!（2007年） - 須藤泰司
  - 法律事務所3 芦ノ湖畔高級別荘地連続殺人!（2009年）
- 天と地と（2008年、EX） - 小山田信有
- 仮面ライダーW 第7話「Cを探せ / フィリップはそれを我慢できない」、第8話「Cを探せ / ダンシングヒーロー」（2009年、EX） - 教師
- 警部補 矢部謙三（2010年、EX） - 雨中刑事
- ハンマーセッション！（2010年、TBS） - 刑事
- 怪盗ロワイヤル 第6話「ルポライターの遺稿」（2011年、TBS） - 鳩村宗太郎
- 悪夢のドライブ（2012年、BS朝日） - 星★竜二
- ATARU CASE7「さらば男達の絆!!殺人刑事」（2012年、TBS） - 味谷恭一郎
- GTO (2012年のテレビドラマ) 第8話「担任外しの謎が遂に…暴走する少女に鬼塚も降参!?」（2012年、CX） - サラリーマン
- 仮面ティーチャー（2013年、NTV） - 鈴木伝
- ダークスーツ 第2話「技術者たちの勝利」（2014年、NHK） - 掛川裕也
- 民王 第5話「革命」（2015年、EX） - アグリトラディショナル社員
- 電エース刑事（2016年、TOKYO MX）
- 炎の天狐 トチオンガーセブン（2017年、新潟テレビ21） - 伊賀城刑事
- タリオ 復讐代行の2人 第1・3話（2020年10月9日・23日、NHK総合・BS4K） - 山口刑事
- 24 JAPAN 第6話「05：00A.M.－06：00A.M.」（2020年11月13日、テレビ朝日）
- 警視庁アウトサイダー 最終話「涙の結末」（2023年3月2日、テレビ朝日） - 赤石谷正夫

### 映画
- 伊賀野カバ丸（1983年、東映） - 靴磨きの青年B（友情出演）
- 江戸城大乱（1991年、東映）
- ゼブラーマン（2004年、東映） - 十文字譲 / ゼブラーマン[注釈 7]
- 新人刑事まつり2 / 刑事のいけにえ（2007年、コムテッグ） - 刑事
- きみにしか聞こえない（2007年、ザナドゥー） - 川上
- 秘密潜入捜査官 ハニー&バニー（2007年、東映） - 横尾英樹[注釈 8]
- KIDS（2008年、東映） - 救急隊員
- 秘密潜入捜査官 ワイルドキャッツ in ストリップ ロワイアル（2008年、東映） - 横尾英樹[注釈 8]
- トラ・コネ（2008年、T×Tプロ） - 城田
- やりすぎコンパニオンとアタシ物語（2011年、アルゴ・ピクチャーズ）
- アサシン（2011年、ゴー・シネマ）
- アノソラノアオ（2012年、アイエス・フィールド）
- 時空警察ヴェッカー デッドリーナイトシェード（2012年） - 島田守
- 二流小説家 -シリアリスト-（2013年） - 刑務官
- ももいろそらを（2013年、太秦） - 花屋店主
- ビキニ☆ラーメン（2013年、アートポート）
- HO 欲望の爪痕（2014年、ギルド）
- 仮面ティーチャー（2014年、ショウゲート） - 鈴木伝
- グレイトフルデッド（2014年、アークエンタテインメント） - 宗教者
- 大怪獣モノ（2016年、アーク・フィルムズ）
- 龍帝 -DRAGON EMPEROR-（2016年、龍帝プロジェクト） - 初代龍帝（特別出演）
- 劇場版 炎の天狐トチオンガーセブン 閻魔堂!地獄の大決戦!!（2018年、毘プロダクション） - 伊賀城刑事

### オリジナルビデオ
- 本気!7 激突編（1997年、徳間ジャパンコミュニケーションズ） - 小池 役
- 獣の領分2（1997年、ケイエスエス） - 木田刑事 役
- 仁義15（1997年、日本映像） - 成田
- 本気!9 憤怒編（1998年、徳間ジャパンコミュニケーションズ）
- 平成残侠伝 獅子が哭く!（1998年、東映ビデオ） - 尾高 役
- 時空警察ヴェッカー（2001年、日本コロムビア） - ヴァーン[注釈 9]
- ガイノイド GYNOIDS-SADSTORY-（2005年、ケンメディア） - 岩清水 役
- ブラッドエンジェル シスターオブハート（2005年、GPミュージアム）
- 孔雀 -KUJAKU- 女ハスラー捜査官（2007年、TMC） - 水澤 役
- 宇宙刑事シャリバン NEXT GENERATION（2014年、東映ビデオ） - 伊賀電 / 宇宙刑事シャリバン役

### 演劇
- JAC公演
  - スタントマン物語（1981年）[7][注釈 10]
  - ゆかいな海賊大冒険（1984年） - ヨナタン王子
- 暴れん坊将軍（1984年、明治座）
- リリー（1984年、シアターアプル） - 手品師バロット
- 母を訪ねて三千里（1989年、イマジンミュージカル）
- スターライト・エクスプレス（1990年、キリン） - 新幹線ハシモト
- アンの愛情（1991年、東京芸術劇場）
- ミス・サイゴン（1992年、帝国劇場） - G1
- ほろほろ（2006年、本多劇場）
- こと〜築地寿司物語〜（2017年、築地本願寺ブディストホール） - 宮内大作
- 舞台版サトラレ 〜西山幸夫の場合〜（2018年、ALTA THEATER） - 国光委員長
- くるくると死と嫉妬2018（2018年、テアトルBONBON） - 上杉（老人）

### テレビアニメ
- KAIKANフレーズ（1999年、TX）
  - 10th GIG「ワン・フロム・ザ・ハート」 - 店員A
  - 19th GIG「デビュー」 - 店員
  - 28th GIG「スキャンダル」 - 記者
- 名探偵コナン 第172〜173話「よみがえる死の伝言（ダイイングメッセージ） 前編・後編」（1999年、YTV） - 三沢康治
- だぁ!だぁ!だぁ! 第17話「宝晶インドか西遠寺」 2000年 青年 NHK
- ぷちぷり*ユーシィ 第6話「もしかして!?出会いは突然やってきた」、第16話「収穫祭 ユーシィの決意!」、第20話「告白!二人きりの舞踏会」（2002年 - 2003年、NHK） - 衛兵/衛兵B
- D・N・ANGEL（2003年、TX） - アドニス
- 怪人開発部の黒井津さん 第1話（2022年、EX） - ナレーション[15]

### OVA
- .hack//SIGN（2002年）「Intermezzo」 - （剣士）
- .hack//Liminality（2002年） - 有紀の兄

### ゲーム
- スーパーヒーロー作戦（1999年1月28日、バンプレスト） - 伊賀電 / 宇宙刑事シャリバン（声） 役
- 宇宙刑事魂（2006年5月25日、バンダイナムコゲームス） - 伊賀電 / 宇宙刑事シャリバン（声） 役
- ユバの徽（2018年、DMM.com） ‐ イグナ 役[16]

### 配信ドラマ
- 相棒 sideA / sideB（2024年3月20日、TELASA）[17]
- 相棒 sideX（2024年10月16日、TELASA）[18]

### その他のテレビ番組
- ひとりでできるもん! どきドキキッチン（2002年、NHK-ETV） - 父親 役（レギュラー）

## 音楽

### アルバム
- 時空戦士スピルバン ヒット曲集（1986年、日本コロムビア） - 挿入歌「光の惑星（ほし）・水の惑星（ほし）」 を歌唱